# 阿尔赞
阿尔赞（法語：Alzing，法語發音：[alzɛ̃]；洛林法兰克语：Oljhéngen）是法国摩泽尔省的一个市镇，属于福尔巴克-布莱摩泽尔区。

## 地理
阿尔赞（49°16'46"N, 6°33'16"E）面积4.54 平方千米，位于法国大東部大區摩泽尔省，该省份为法国东北部内陆省份，是洛林的一部分，西南接默尔特-摩泽尔省，东临下莱茵省，北与卢森堡和德国接壤。
与阿尔赞接壤的市镇（或旧市镇、城区）包括：布雷特纳克、布宗维尔、奥贝尔多尔、沃德勒尚。

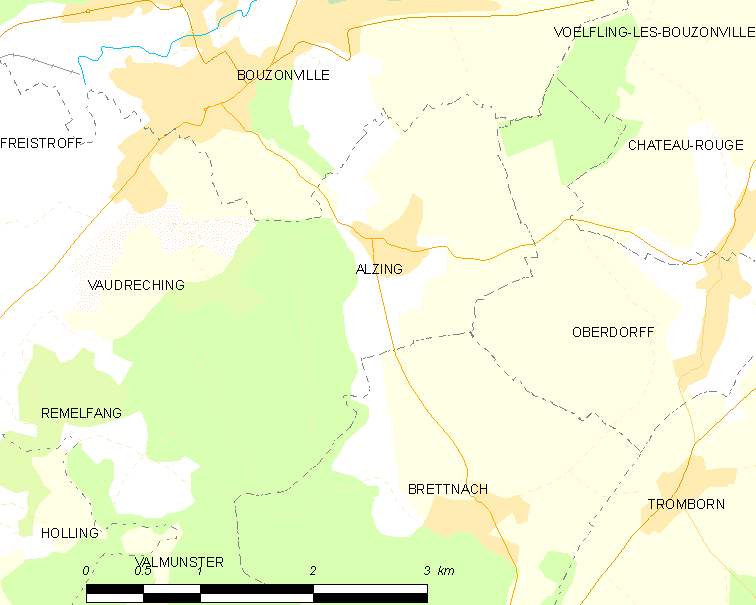
阿尔赞的OSM定位图

阿尔赞的时区为UTC+01:00、UTC+02:00（夏令时）。

## 行政
阿尔赞的邮政编码为57320，INSEE市镇编码为57016。

## 政治
阿尔赞所属的省级选区为布宗维尔县。

## 人口

1962-2008年间阿尔赞人口变化图示

阿尔赞于2022年1月1日时的人口数量为401人。